# Szyldak
Szyldak (deutsch Schildeck) ist ein Ort in der polnischen Woiwodschaft Ermland-Masuren. Er gehört zur Gmina Ostróda (Landgemeinde Osterode in Ostpreußen) im Powiat Ostródzki (Kreis Osterode in Ostpreußen).

## Geographische Lage
Szyldak liegt im Westen der Woiwodschaft Ermland-Masuren, elf Kilometer südöstlich der Kreisstadt Ostróda (deutsch Osterode in Ostpreußen).

## Geschichte
Das vor 1820 Schildek genannte Dorf und Gut wurde vor 1335 gegründet. Als Landgemeinde und auch als Gutsbezirk war der Ort ab 1874 in den Amtsbezirk Döhringen (polnisch Durąg) im Kreis Osterode in Ostpreußen eingegliedert. Im Jahre 1910 zählte Schildeck 414 Einwohner, von denen 271 zum Dorf und 143 zum Gut gehörten.
Am 30. September 1928 schloss sich die Landgemeinde Schildeck mit den Gutsbezirken Schildeck und Horst (polnisch Wyżnice) zu neuen Landgemeinde Schildeck zusammen. Die Einwohnerzahl der so formierten Gemeinde, zu der auch noch der Ortsteil Okoniak (1938 bis 1945 Beutnerbaum, polnisch Okoniak) gehörte, belief sich 1933 auf 510 und 1939 auf 527.
In Kriegsfolge wurde 1945 das gesamte südliche Ostpreußen an Polen überstellt. Schildeck erhielt die polnische Namensform „Szyldak“ und ist heute mit dem Sitz eines Schulzenamts (polnisch Sołectwo) eine Ortschaft im Verbund der Landgemeinde Ostróda (Osterode i. Ostpr.) im Powiat Ostródzki (Kreis Osterode in Ostpreußen), bis 1998 der Woiwodschaft Olsztyn, seither der Woiwodschaft Ermland-Masuren mit Sitz in Olsztyn (Allenstein) zugehörig. Im Jahre 2011 zählte Szyldak 875 Einwohner.

## Kirche
Bis 1945 war Schildeck in die evangelische Kirche Döhringen in der Kirchenprovinz Ostpreußen der Kirche der Altpreußischen Union, außerdem in die römisch-katholische Kirche Osterode eingepfarrt.
Evangelischerseits orientiert sich Szyldak heute zur evangelisch-methodistischen Kirche Kraplewo (Kraplau) bzw. zur evangelisch-augsburgischen Kirche Ostróda. Seitens der römisch-katholischen Kirche gibt es seit dem 16. Mai 1990 in Szyldak eine eigene Pfarrei, die wie die neu errichtete Kirche dem St. Andreas Bobola gewidmet und dem Dekanat Ostróda-Wschód (Osterode Ost) im Erzbistum Ermland zugeordnet ist.

## Verkehr
Szyldak liegt in einem Abschnitt der einstigen deutschen Reichsstraße 130 und heutigen Nebenstraße zwischen Ostróda (Osterode i. Ostpr.) und Rychnowo (Reichenau) reicht. Eine Anbindung an den Bahnverkehr besteht nicht.

## Persönlichkeit
- Günther von Niebelschütz (1882–1945), deutscher General der Infanterie, Gutsbesitzer auf Schildeck, hier am 26. Januar 1945 verstorben